# Twink (hudebník)
Twink, vlastním jménem John Charles Alder, (* 29. listopadu 1944) je anglický rockový bubeník, skladatel a herec.

## Život
Narodil se do hudební rodiny v anglickém Colchesteru. Svou kariéru zahájil v roce 1963 ve skupině Dane Stephens and the Deep Beats. Následujícího roku skupina začala vystupovat pod názvem The Fairies. Twink skupinu opustil v roce 1966. V srpnu 1966 se stal členem kapely The In-Crowd, jež si zanedlouho změnila název na Tomorrow. Kapela se však rozpadla po vydání svého první, eponymního alba v roce 1968. Ještě roku 1967 nahrával se skupinou nazvanou Santa Barbera Machine Head. Později krátce hrál s kapelou The Pretty Things (hrál v několika písních z alba S.F. Sorrow) a v roce 1970 vydal své první sólové album s názvem Think Pink. Později byl členem kapely Pink Fairies, kterou však zanedlouho opustil (znovu byl jejím členem koncem osmdesátých let). V roce 1972 byl členem skupiny Stars, kterou vedl Syd Barrett z kapely Pink Floyd. Později působil v několika dalších kapelách.